# Cox & Co.
Cox & Co. war ein britischer Hersteller von Automobilen.

## Unternehmensgeschichte
Gründer von Cox & Co. war Bernard Cox, der in Hazel Grove, Cheshire, eine Reparaturwerkstatt mit angeschlossener Tankstelle betrieb. Cox begann 1967 mit der Produktion von Automobilen, die Jack Hosker entworfen hatte. Der Markenname lautete Cox. 1971 endete die Produktion, als das Unternehmen insolvent wurde. Insgesamt entstanden etwa 55 Exemplare. Andere Quellen geben den Produktionszeitraum mit 1966 bis 1968 bzw. mit 1966 bis 1969 an. Nachdem das Projekt in den 1970er-Jahren durch diverse Hände gegangen war, setzte GTM die Produktion von 1980 bis 1995 unter eigenem Markennamen fort.

## Fahrzeuge

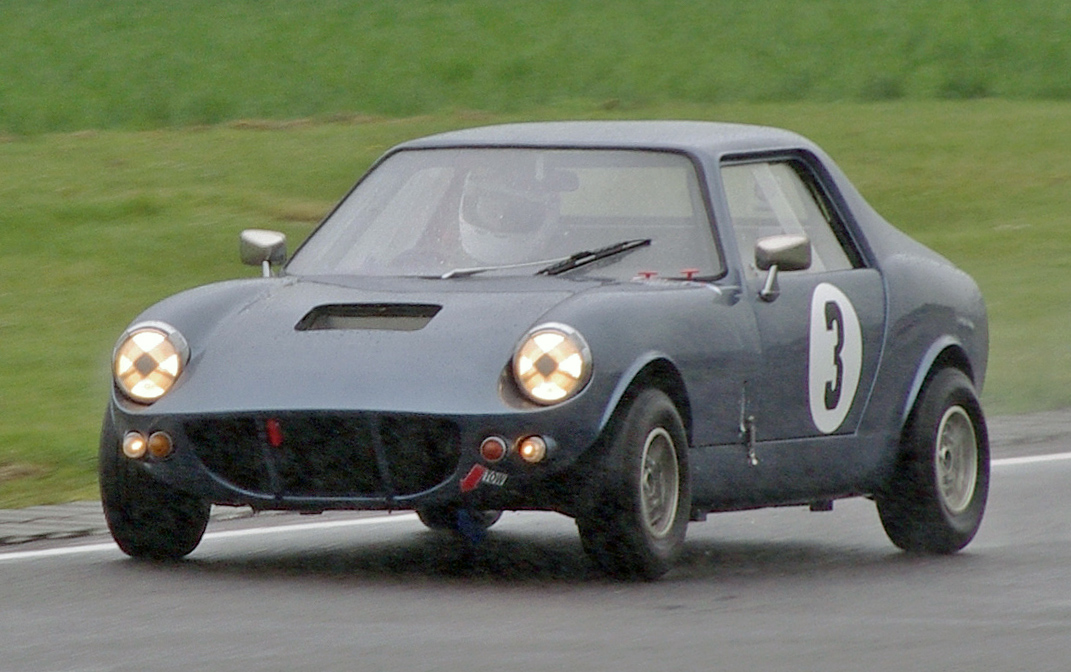
Cox GTM (1969)

Das einzige Modell war der Grand Touring Mini bzw. Grand Touring Mid-Engine, kurz GTM. Der GTM war ausschließlich als Bausatzfahrzeug erhältlich. Ein Fahrgestell aus Stahl bildete die Basis. Vorne und hinten befanden sich abgewandelte Hilfsrahmen vom Mini. Der Vierzylindermotor vom Mini war in Mittelmotorbauweise hinter den Sitzen montiert. Das Coupé bot Platz für zwei Personen.
Cox hatte den Bau von Chassis und Karosserieteilen an verschiedene Subunternehmer ausgelagert; die Zusammenstellung der weiteren Teile nahm viel Zeit in Anspruch. Cox stellte nur alle zwei Wochen einen Bausatz fertig. Der Zusammenbau des Cox GTM galt als schwierig. Die Cox-Bausätze waren schlecht vorbereitet: Die Abmessungen des Chassis passten vielfach nicht genau zu denen der Karosserie; daraus resultierten Spannungen im Kunststoffaufbau, die bei einzelnen Autos die Windschutzscheibe brechen ließen. Wie viele von den etwa 55 Bausätzen, die Cox verkaufte, tatsächlich komplettiert wurden, ist unklar.